# Шевлє
Шевлє (словен. Ševlje) — поселення в общині Шкофя Лока, Горенський регіон, Словенія. Висота над рівнем моря: 404,7 м.